# Benmoreíto

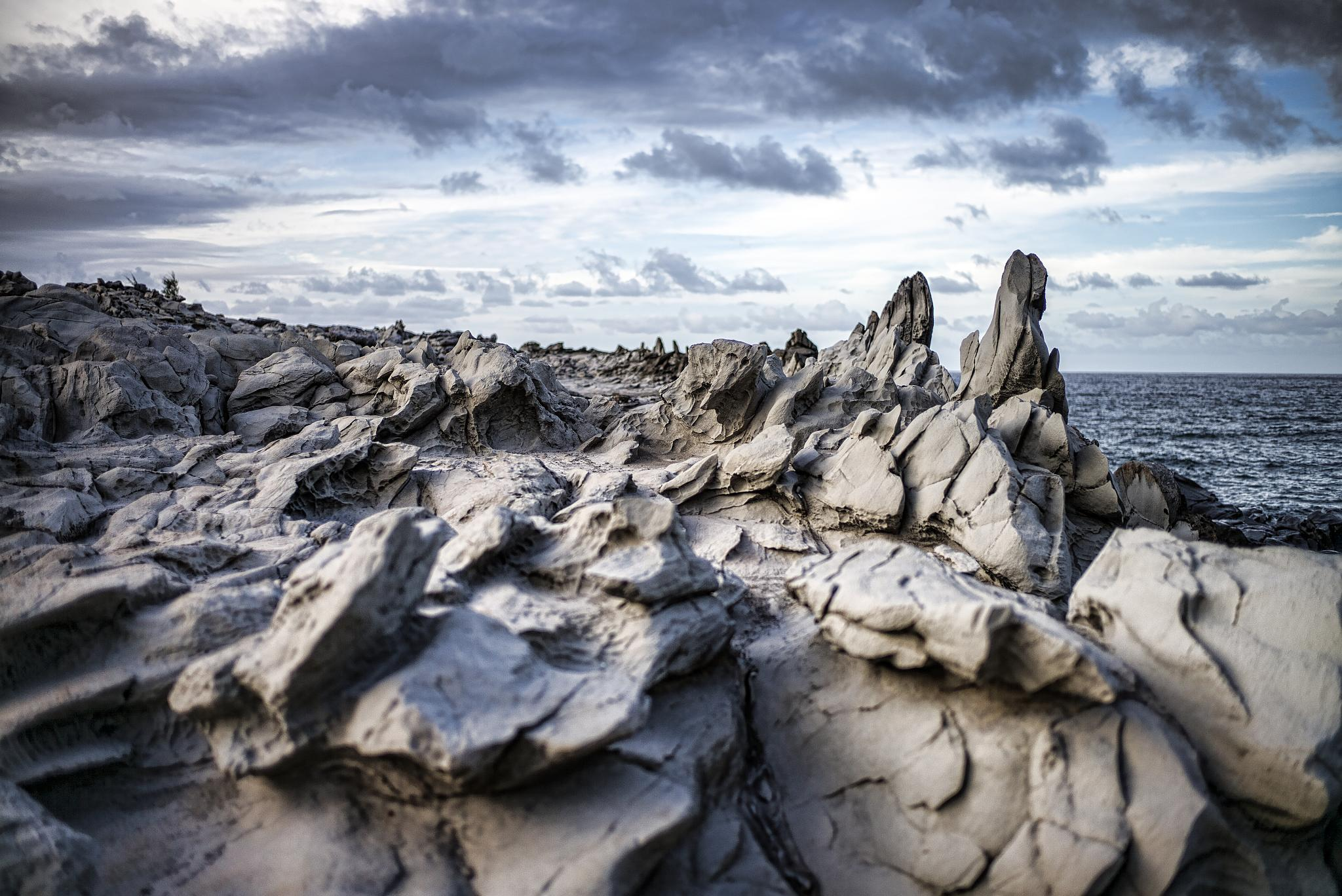
Formação do vulcão West Maui, encontrada em Makaluapuna Point perto de Kapalua, Maui

Benmoreíto é um tipo de rocha vulcânica máfica, rica em sílica, cujo teor a diferencia do basalto. Caracteriza-se por cor escura e matriz com granularidade fina. Ocorre em massas de origem extrusiva (derrames lávicos e materiais piroclásticos) ou como corpos intrusivos (filões e chaminés).